# Primula cooperi
Primula cooperi är en viveväxtart som beskrevs av I. B. Balf. Primula cooperi ingår i släktet vivor, och familjen viveväxter. Inga underarter finns listade i Catalogue of Life.